# Camilla Åkrans
Camilla Elisabeth Åkrans, född den 27 september 1973, är en svensk modefotograf. 

## Biografi
Camilla Åkrans växte upp i Södertälje men flyttade till Stockholm när hon var 16 år för att studera på reklam- och dekorationslinjen vid Münchenbryggeriet och det var efter en studiepraktik hos en fotograf som hon fick upp ögonen för yrket. 1996, när Camilla Åkrans var 23 år, tilldelades hon Årets assistentstipendium av Svenska fotografers förbund. Hon har även vunnit Årets modefotograf (2002, 2004, 2006) och Årets hederspris (2019) som utses av tidningen Elle.
Hon har även haft internationella uppdrag och arbetat med varumärken som Missoni, Hermès och La Perla och med tidningar som Vogue, Harper’s Bazaar och Numéro.

## Utmärkelser
- 1996, Årets assistentstipendium, av Svenska fotografers förbund[2]
- 2002, Årets Modefotograf, av tidningen Elle[3]
- 2004, Årets Modefotograf, av tidningen Elle[3]
- 2006, Årets Modefotograf, av tidningen Elle[3]
- 2019, Årets hederspris, av tidningen Elle[3]